# Захаб

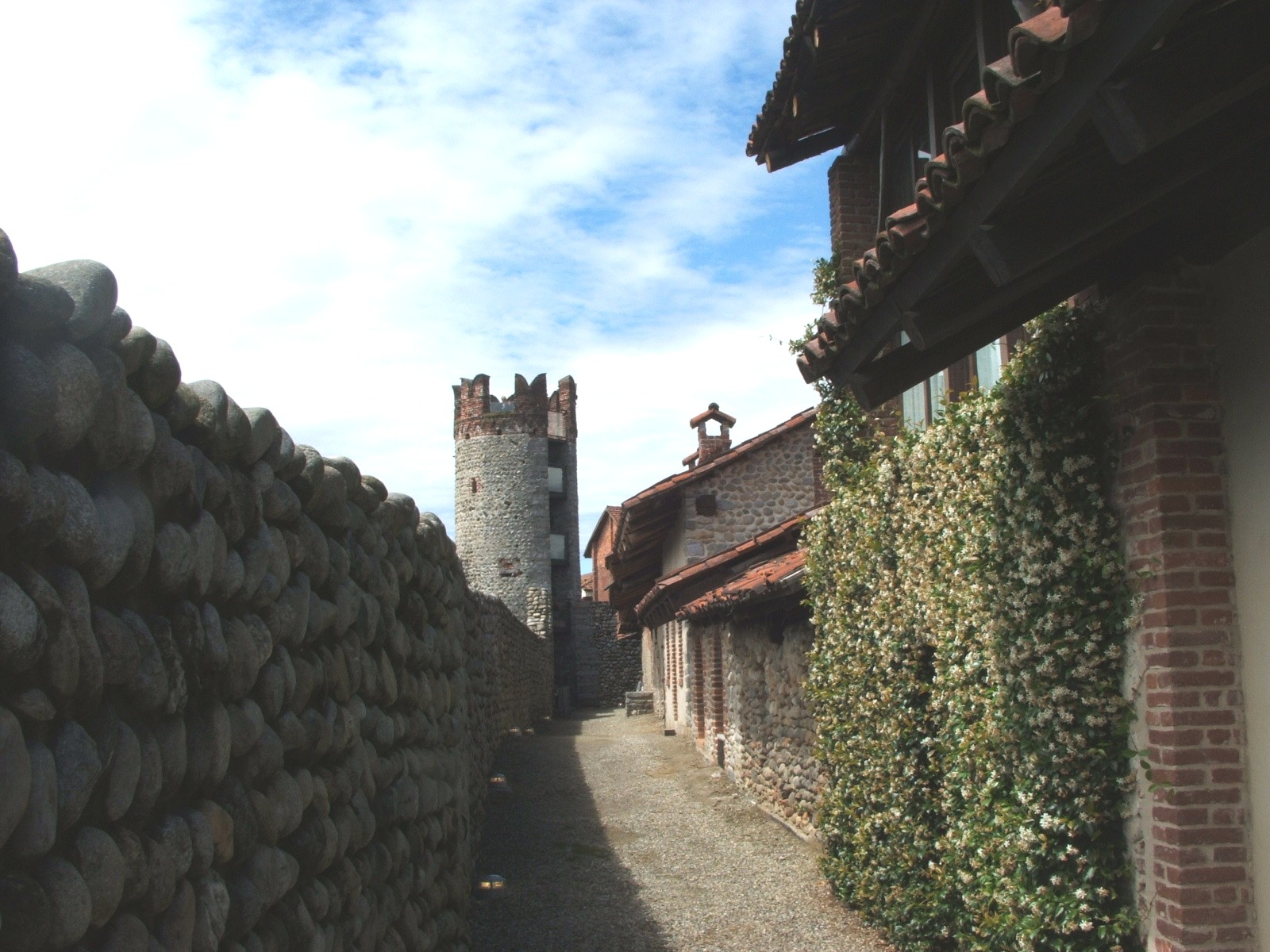
Захаб, П'ємонт, Італія

Захаб — термін, що вживається щодо фортифікаційної споруди в середньовічних фортецях, що призначена для захисту фортечних воріт, за конструкцією вона схожа на барбакан. Слово «захаб» походить з того ж кореня, що й «охабень» («вид одягу», а також «укріплена окраїна міста», «передмістя»). Як правило, захаб мав вигляд вузького коридора. Захаб міг розташовуватися як зовні фортечних стін, так і всередині. На вході в захаб розташовувалися зовнішні ворота. Якщо ворог проривався через зовнішні ворота, то опинявся в пастці. У цьому тісному, що не проглядається ззовні коридорі, під перехресним вогнем захисників фортеці, нападники, як правило, винищувалися або зазнавали значних втрат.
Штурм захабу для нападників ускладнювався тим що їм треба було виламувати внутрішні фортечні ворота під надзвичайно сильним вогнем супротивника. В такій ситуації було надзвичайно складно приділити значний час пролому воріт в той час коли на голови нападників щосекунди летів «град» каміння, стріл, лилася розпечена смола. В нападників у той час не було жодних засобів для ефективної відповіді на вогонь із за укріплень, поодинокі нескоординовані постріли з луків і арбалетів не становили серйозної небезпеки для оборонців фортеці, що вели масований вогонь із-за стін захабу.